# Vin Moore
Vin Moore (23 de janeiro de 1879 – 5 de dezembro de 1949) foi um diretor de cinema, ator e escritor norte-americano. Ele dirigiu 83 filmes entre 1915 e 1938. Moore nasceu em Mayville, Nova Iorque e morreu em Hollywood, Califórnia.

## Filmografia selecionada
- Captain Kidd, Jr. (1919)
- Distilled Love (1920)
- See America Thirst (1930)
- Flirting with Danger (1934)